# 專業協會
專業協會（英語：Professional association），或称为行業協會、专业团体，专业组织、專業法人等等，是“一群从事学术职业的人被委托维持对职业合法行为的控制或监督；”“代表专业人员的利益”的组织，而且“保持自己作为控制机构的特权和强大地位”。

## 法律功能
在許多允許訴訟賦予被告尋求陪審團成員資格的國家，一般大眾可能並沒有在某些案件特殊領域有足夠的知識以扮演稱職的陪審團成員。例如，路上抓個人來可想而知並無法判定一個土木工程是否對防止一座橋樑倒塌付出足夠的努力。因此，政府便得規定來自該案相關領域的自治專業協會擔任陪審團成員。

## 種類
- 律師公會
- 會計師公會
- 建築師公會
- 醫師 (含中、西醫及牙醫師)公會
- 助產師助產士公會
- 鑲牙生公會
- 齒模製造技術員公會
- 醫事檢驗師、生公會
- 護理師護士公會
- 藥師、藥劑生公會
- 醫事放射師、士公會
- 物理治療師、生公會
- 職能治療師、生公會
- 心理師公會
- 呼吸治療師公會
- 營養師公會
- 獸醫師公會
- 社會工作師公會
- 新聞記者公會
- 省、縣、市、鄉、鎮、市、區教育會
- 省(市)、縣(市)、學校教師會
- 地政士公會
- 不動產估價師公會
- 技師公會

## 引用文獻
1. ↑  Harvey, L. . Quality Research International. Analytic Quality Glossary. 2004  [2019-03-21]. （原始内容存档于2019-02-16）.
2. ↑  Harvey, L.; Mason, S.; Ward, R. . Birmingham: Quality in Higher Education Project. 1995. ISBN 1-85920-108-3.